# Kulaura Upazila
Kulaura es una upazila de Distrito de Maulvi Bazar.

## Geografía
Kulaura es una upazila de Distrito de Maulvi Bazar de Sylhet División. Kulaura limita al norte con Barlekha Upazila y Fenchuganj Upazila, al sur con Tripura (India), al este con Juri Upazila y al oeste con Kamalganj Upazila y Rajnagar Upazila.
- Datos: Q4246039
- Multimedia: Kulaura Upazila / Q4246039